# Virgil L. Fabian
Virgil L. Fabian es un director y productor de televisión estadounidense conocido por dirigir episodios en los programas de Nickelodeon como All That, Kenan & Kel, The Amanda Show y Drake & Josh. En 2001, recibió una nominación al Premio ALMA por su dirección en Los hermanos García.

## Filmografía
- El nuevo club de Mickey Mouse (1989, director)
- La ventana de Allegra (1994-1996, director)
- Family Matters (1995, segundo asistente de dirección)
- The Mystery Files of Shelby Woo (1996, director de escena)
- Kenan & Kel (1997, director de escena; 1998-2000, director)
- All That (2000-2004, director y productor)
- El show de Amanda (2000-2002, director)
- Los Hermanos García (2000-2001, director)
- Drake & Josh (2004-2007, director)
- Las aventuras de Tango McNorton: héroe con licencia (2006, cortometraje para televisión, productor)
- Quiet on Set: The Dark Side of Kids TV (2024, docuserie de Investigation Discovery, él mismo)